# DUX Logroño
DUX Logroño SAD ist ein spanischer Fußballklub aus Logroño. Der Verein ist besonders bekannt für die Frauenfußballabteilung, deren erste Mannschaft mehrere Saisons in der Primera División spielte.

## Geschichte

### EdF Logroño (2008 bis 2021)
Der Verein wurde im Jahr 2008 als Zusammenschluss mehrerer Schulsportvereine unter dem Namen Club Deportivo Escuelas de Fútbol de Logroño, kurz EdF Logroño, gegründet. Aus diesem Grunde lag der Fokus des Klubs besonders im Nachwuchsbereich, in dem zahlreiche Fußball- und auch Futsal-Mannschaften für Jungen und Mädchen diverser Altersklassen betrieben wurden. Im Erwachsenenbereich unterhielt EdF Logroño Frauenfußball- und Frauenfutsalteams.

### DUX Logroño (seit 2021)
Im Jahr 2021 wurde der Verein zu Teilen von dem E-Sport-Team DUX Gaming übernommen und mehrere Mannschaften, darunter die der Frauenfußballsparte, firmierten seitdem mit dem Namen DUX Logroño. Im Jahr 2024 begann der Prozess zur Umwandlung des Vereins in eine Sportaktiengesellschaft (Sociedad Anónima Deportiva, SAD), dieser Endete im Februar 2025 mit der Übernahme des Klubs durch eine argentinische Investorengruppe angeführt vom neuen Präsidenten Carlos Javier Ruffini.

### Frauenfußball
Landesweit bekannt ist insbesondere die Frauenfußballsparte von DUX Logroño. Diese stieg zur Saison 2012/13 erstmals von den Regionalligen in die Segunda División auf. 2015/16 beendete die Mannschaft den Grunddurchgang als Erster der Gruppe II und bestritt das Aufstiegsplayoff in die Primera División, scheiterte dort jedoch in der ersten Runde an Betis Sevilla. In der Spielzeit 2017/18 setzte sich EdF Logroño erneut in ihrer Regionalgruppe durch und besiegte nun Real Oviedo und CD Tacón in den Playoffs um die höchste Spielklasse im spanischen Frauenfußball zu erreichen. In ihrer ersten Saison in der Primera División konnte durch einen elften Platz den Klassenerhalt gesichert werden und in der durch die COVID-19-Pandemie vorzeitig abgebrochenen Spielzeit 2019/20 landete die Mannschaft auf Rang sieben. Der bislang größte Erfolg glückte EdF Logroño jedoch im spanischen Pokal 2020. Das Team setzte sich gegen Espanyol, Betis Sevilla und Athletic Bilbao durch und zog überraschend ins Endspiel ein, wo man jedoch dem FC Barcelona mit 0:3 unterlag. Weniger glücklich verlief die Saison 2020/21 für EdF Logroño, nach nur fünf Siegen, neun Unentschieden und 20 Niederlagen in der Liga stand der 17. und vorletzte Platz zu Buche und die Mannschaft stieg in die Segunda División ab. Dort verbrachte das Team vier Spielzeiten, ehe 2024/25 durch einen vierten Platz in der Liga sowie Siegen im Aufstiegs-Play-off gegen SE AEM Lleida und CP Cacereño der Wiederaufstieg in die Liga F gelang.

## Erfolge
- Finalist des spanischen Pokals: 2020

## Bekannte Spielerinnen
| - Grace Asantewaa - Barbra Banda - Jade Boho Sayo - Dany Helena - Amon Elloh - Olga García | - Ida Guehai - Line Johansen - Cami Privett - Pamela Tajonar - Julie Tavlo Petersson - Nothando Vilakazi |